# 에다 겐지
에다 겐지(일본어: 江田憲司, 1956년 4월 28일 ~ )는 일본의 정치인으로 입헌민주당 소속 중의원 의원(7선)이고 입헌민주당에서 대표 대행 (경제 정책 담당)을 맡고있으며 하시모토 내각 때 내각총리대신 비서관 (정무 담당)을 맡았다. 지역구는 가나가와현 제8구이다.

## 요약

### 관료 시절 이전
오카야마현 오카야마시 출신으로 아버지는 경찰관이다. 도쿄 대학 법학부 사법 과정을 졸업했고 1979년 통상산업부 (현 경제산업성)에 입성했다.

### 관료 시절
통상산업부에서는 대신 관방 총무와 생활산업국, 자원에너지청 등에서 근무했다. 1987년부터 1년간 하버드 대학교 국제 문제 연구소에서 유학하고 이후 복귀하고 1990년부터 총리대신 관저에 파견되어 가이후 내각·미야자와 내각에서 내각부 참사관을 지냈다. 1992년 다시 통상산업부로 복귀하고 산업정책국 총무과장 보좌 경제 협력실장을 거쳐 1994년 무라야마 내각이 발족하면서 하시모토 류타로 당시 통상산업대신의 사무 비서관을 맡았고 1996년 하시모토 내각의 출범으로 내각총리대신 비서관 (정무 담당)에 기용되었다. 1998년 하시모토 류타로의 내각총리대신 퇴진으로 통상산업부로 복귀하지 않고 퇴임했다. 퇴임 이후에는 하와이에서 거주하였다.

### 정계 입문
2000년 스가 요시히데로부터 정계에 입문할 것을 권유받고 제42회 중의원 의원 총선거에서 자유민주당 추천으로 가나가와현 제8구에 출마했으나 무소속인 나카다 히로시에게 참패당했다. 총선 참패 이후 2001년 4월부터 토인 요코하마 대학에서 객원 교수와 일본환경재단 이사를 맡았고 2002년 나카다 히로시의 요코하마시 시장 선거 출마로 인하여 열린 보궐 선거에서 4명의 후보들을 물리치고 가나가와현 제8구에서 첫 당선되었다. 그러나 2003년 43회 중의원 의원 총선거에서 전직 민주당 의원에게 낙선하였다. 2005년 제44회 중의원 의원 총선거에서 자유민주당 소속의 후보를 물리치고 2년만에 정계로 복귀했다.
이후 여러당에 참가하며 여러 당직들을 맡았으며 모두의 당 간사장, 두레당 대표, 유신당 대표, 민진당 대표대행을 맡았고 현재 입헌민주당에서 대표대행 (경제 정책 담당)을 맡고 있다.

## 정책·주장
- 일본국 헌법 개정 찬성 (그러나 일본국 헌법 제9조 개정에는 찬성하지 않고 응급 조항 창설만 찬성[3])
- 헌법관 반대
- 집단적 자위권 찬성
- 소비 증세 반대
- 핵·원자력 발전 반대
- 선택적 부부 별성 찬성

## TV 출연
- TBS 《주간 아사 비밀 채널》
- TBS 《썬데이 재팬》
- 요미우리 TV 《한가인의 거기까지 말해 위원회》
- TV 아사히 《비토 다케시의 TV 태클》
- 니혼 TV 《깨끗이!》
- 니혼 TV 《오오타 히카루의 내가 만약에 총리가 된다면... 비서 다나카》
- TV 아사히 《아침까지 생텔레비전》

## 저서
- 《누구 때문에 개혁을 잃을 것인가》 (1999)
- 《수상 관저》 (2002)
- 《개혁 정권이 끊길 때》 (2002)
- 《고이즈미 정치의 정체 - 진정한 개혁자 또는 희대의 사기꾼》 (2004)
- 《우직 신념》 (2009)
- 《재무성의 마인드 컨트롤》 (2012)

## 역대 선거 결과
|  | 26.88% |

|  | 40.48% |

|  | 37.74% |

|  | 34.83% |

|  | 49.14% |

|  | 54.11% |

|  | 54.49% |

|  | 54.18% |

|  | 52.60% |